# Bahnstrecke Jaloula–Erbil
| Poster aus den Tagen der Meterspurbahn |                     |                                               |                                               |
| Streckenlänge: | 318 km              |                                               |                                               |
| Spurweite: | 1000 mm (Meterspur) |                                               |                                               |
| |                     |                                               |                                               |
| \| \| \| Bahnstrecke Bagdad–Quraitu von Quraitu \| \| \| \| 0 \| Jaloula Junction \| Jaloula Junction \| \| \| \| Bahnstrecke Bagdad–Quraitu nach Bagdad \| \| \| \| 23 \| Jospa \| Jospa \| \| \| 30 \| Qara Tepe \| Qara Tepe \| \| \| 43 \| Sabsafa \| Sabsafa \| \| \| 54 0 \| Eskikifri \| Eskikifri \| \| \| 5 \| Kingirban \| Kingirban \| \| \| 82 \| Sulaman Beg \| Sulaman Beg \| \| \| \| Baitkui \| \| \| \| 99 \| Tuz Khurmatu \| Tuz Khurmatu \| \| \| 109 \| Alabu-Saba \| Alabu-Saba \| \| \| 117 \| Para-Para \| Para-Para \| \| \| 128 \| Iftikhar \| Iftikhar \| \| \| 143 \| Ali Serai \| Ali Serai \| \| \| 162 \| Bushayriyah \| Bushayriyah \| \| \| 180 \| Chardagh \| Chardagh \| \| \| 201 0 \| Kirkuk \| Kirkuk \| \| \| \| Bahnstrecke Al-Haqlaniya–Kirkuk nach Baidschi \| \| \| \| 12 \| Baba Gurgur \| Baba Gurgur \| \| \| 223 \| Buyuk Hisar \| Buyuk Hisar \| \| \| 237 \| Tepe Zerdik \| Tepe Zerdik \| \| \| 254 \| Altun Kupri \| Altun Kupri \| \| \| 261 \| Altun Kor \| Altun Kor \| \| \| 268 \| Seh Kuchun \| Seh Kuchun \| \| \| 281 \| Kardah Sur \| Kardah Sur \| \| \| 287 \| Gomagurri \| Gomagurri \| \| \| 292 \| Hamza Kor \| Hamza Kor \| \| \| 296 \| Gozka \| Gozka \| \| \| 306 \| Baghumar Asmad \| Baghumar Asmad \| \| \| 318 \| Erbil \| Erbil \| \| \| \| \| \| \| Quellen: [1] \| \| \| \| |                     |                                               |                                               |
| Strecke (außer Betrieb) |                     | Bahnstrecke Bagdad–Quraitu von Quraitu        | Bahnstrecke Bagdad–Quraitu von Quraitu        |
| Bahnhof (Strecke außer Betrieb) | 0                   | Jaloula Junction                              | Jaloula Junction                              |
| Abzweig geradeaus und nach rechts (Strecke außer Betrieb) |                     | Bahnstrecke Bagdad–Quraitu nach Bagdad        | Bahnstrecke Bagdad–Quraitu nach Bagdad        |
| Bahnhof (Strecke außer Betrieb) | 23                  | Jospa                                         | Jospa                                         |
| Bahnhof (Strecke außer Betrieb) | 30                  | Qara Tepe                                     | Qara Tepe                                     |
| Bahnhof (Strecke außer Betrieb) | 43                  | Sabsafa                                       | Sabsafa                                       |
| Bahnhof (Strecke außer Betrieb) | 54 0                | Eskikifri                                     | Eskikifri                                     |
| Betriebs-/Güterbahnhof Streckenanfang und quer (Strecke außer Betrieb) · Abzweig geradeaus und nach rechts (Strecke außer Betrieb) | 5                   | Kingirban                                     | Kingirban                                     |
| Bahnhof (Strecke außer Betrieb) | 82                  | Sulaman Beg                                   | Sulaman Beg                                   |
| Betriebs-/Güterbahnhof Streckenanfang und quer (Strecke außer Betrieb) · Abzweig geradeaus und nach rechts (Strecke außer Betrieb) |                     | Baitkui                                       | Baitkui                                       |
| Bahnhof (Strecke außer Betrieb) | 99                  | Tuz Khurmatu                                  | Tuz Khurmatu                                  |
| Bahnhof (Strecke außer Betrieb) | 109                 | Alabu-Saba                                    | Alabu-Saba                                    |
| Bahnhof (Strecke außer Betrieb) | 117                 | Para-Para                                     | Para-Para                                     |
| Bahnhof (Strecke außer Betrieb) | 128                 | Iftikhar                                      | Iftikhar                                      |
| Bahnhof (Strecke außer Betrieb) | 143                 | Ali Serai                                     | Ali Serai                                     |
| Bahnhof (Strecke außer Betrieb) | 162                 | Bushayriyah                                   | Bushayriyah                                   |
| Bahnhof (Strecke außer Betrieb) | 180                 | Chardagh                                      | Chardagh                                      |
| Bahnhof (Strecke außer Betrieb) · Kopfbahnhof Streckenanfang (Strecke außer Betrieb) | 201 0               | Kirkuk                                        | Kirkuk                                        |
| Strecke (außer Betrieb) · Strecke nach links (außer Betrieb) |                     | Bahnstrecke Al-Haqlaniya–Kirkuk nach Baidschi | Bahnstrecke Al-Haqlaniya–Kirkuk nach Baidschi |
| Abzweig geradeaus und nach links (Strecke außer Betrieb) · Betriebs-/Güterbahnhof Streckenende und quer (Strecke außer Betrieb) | 12                  | Baba Gurgur                                   | Baba Gurgur                                   |
| Bahnhof (Strecke außer Betrieb) | 223                 | Buyuk Hisar                                   | Buyuk Hisar                                   |
| Bahnhof (Strecke außer Betrieb) | 237                 | Tepe Zerdik                                   | Tepe Zerdik                                   |
| Bahnhof (Strecke außer Betrieb) | 254                 | Altun Kupri                                   | Altun Kupri                                   |
| Bahnhof (Strecke außer Betrieb) | 261                 | Altun Kor                                     | Altun Kor                                     |
| Bahnhof (Strecke außer Betrieb) | 268                 | Seh Kuchun                                    | Seh Kuchun                                    |
| Bahnhof (Strecke außer Betrieb) | 281                 | Kardah Sur                                    | Kardah Sur                                    |
| Bahnhof (Strecke außer Betrieb) | 287                 | Gomagurri                                     | Gomagurri                                     |
| Bahnhof (Strecke außer Betrieb) | 292                 | Hamza Kor                                     | Hamza Kor                                     |
| Bahnhof (Strecke außer Betrieb) | 296                 | Gozka                                         | Gozka                                         |
| Bahnhof (Strecke außer Betrieb) | 306                 | Baghumar Asmad                                | Baghumar Asmad                                |
| Kopfbahnhof Streckenende (Strecke außer Betrieb) | 318                 | Erbil                                         | Erbil                                         |
| |                     |                                               |                                               |
| Quellen: |                     |                                               |                                               |

Die Bahnstrecke (Bagdad–)Jaloula–Erbil war eine meterspurige Bahnstrecke im Irak, die Erbil und Kirkuk mit Bagdad verband.

## Geografische Lage
Die Strecke verlief in einem Abstand von etwa 60 km parallel östlich zur Bagdadbahn, aber am anderen, linken Ufer des Tigris.

## Geschichte

### Vorgeschichte
Ab der zweiten Hälfte des 19. Jahrhunderts wurde über eine Bahnstrecke nach Kirkuk diskutiert, sogar über den Bau einer Strecke Kirkuk–Bagdad–Haifa, jedoch wurden die Pläne nach Beginn des Nahostkonflikt nicht weiter angestrebt.
Im Ersten Weltkrieg rückten ab 1916 vom Persischen Golf nach Mesopotamien, das damals zum Osmanischen Reich gehörte, britische Streitkräfte ein. Sie brachten Feldbahnausrüstung ins Land, anfangs in einer Spurweite von 762 mm (2 ft 6 in), später aus Indien in Meterspur. Diese Feldbahnen wurden mit dem militärischen Fortgang des Krieges immer weiter nach Norden vorangetrieben und bildeten die Grundlage für das Eisenbahnnetz des Irak in Meterspur.
In den Jahren 1918 und 1919 eröffnete abschnittsweise die Bahnstrecke Bagdad–Quraitu, die in Meterspur von Bagdad nach Nordosten führte.

### Bau
Erst nachdem sich die politische Situation konsolidierte, der Irak zum Britischen Mandat Mesopotamien geworden war, übergab im April 1920 die britische Militärverwaltung alle Eisenbahnen an die britische Zivilverwaltung, die sie als Staatsbahn unter der Bezeichnung Mesopotamian Railways betrieb. Die Mesopotamian Railways setzten den bereits begonnenen Bau einer Bahnstrecke Richtung Kirkuk fort. Die Strecke setzte am Bahnhof Jaloula Junction (Streckenkilometer 139,7) an der Bahnstrecke Bagdad–Quraitu an. Nachdem Kirkuk erreicht war, wurde – fast 25 Jahre später – die Strecke bis Erbil verlängert, außerdem von Kirkuk ein 12 km langer Anschluss zur Erdölraffinerie Baba Gurgur gebaut.
Eröffnungsdaten:
| Abschnitt                            | Eröffnung      |
| ------------------------------------ | -------------- |
| Jaloula Junction–Eskikifri–Kingirban | September 1919 |
| Eskikifri–Tuz Khurmatu               | April 1925     |
| Tuz Khurmatu–Kirkuk                  | August 1925    |
| Kirkuk–Baba Gurgur                   | Januar 1947    |
| Kirkuk–Erbil                         | Juni 1949      |

### Bis zur Stilllegung
Ein Projekt, die Strecke nach Sulaimaniyya zu verlängern, wurde 1963 initiiert. Mit dem Regimewechsel 1968 wurde es aufgegeben.
Am 7. November 1987 eröffnete die normalspurige Bahnstrecke Al-Haqlaniya–Kirkuk, die Kirkuk direkt mit der Bagdadbahn verband. Damit war der schmalspurigen Eisenbahnverbindung Kirkuk–Jaloula–Bagdad die wirtschaftliche Grundlage entzogen. So wurde die Bahnstrecke Jaloula–Erbil zum 15. Mai 1988 stillgelegt.
In der Folge wurden viele historische Bauwerke entlang der Trasse, einschließlich des großen Kopfbahnhofs in Erbil, der Kreuzung bei Baba-Kiwan, Brücken und verschiedene sekundäre Einrichtungen wie Hotels und Krankenhäuser, aufgegeben und abgerissen.